# 15-ös főút (Magyarország)
A  15-ös főút (korábban 150-es főút) a 86-os főút folytatása, az E65-ös nemzetközi főút Mosonmagyaróvárt Rajkával és az országhatárral összekötő része. Korábbi intenzív forgalmának nagy részét, az elkészülte óta M15-ös autópálya vette át. Folytatása Szlovákia területén a 2-es főút.

## Vonalvezetése
A Mosonmagyaróvári járás két jól elhatárolható földrajzi egységre tagolódik. Az Öreg Dunától, ami egyben a szlovák-magyar államhatár az M1-es autópályáig, a Szigetköz sajátos természeti tája fekszik, az autópályától délre pedig a Hanság sok értéket őrző, tája található. A 15-ös főút a szigetközi tájakon halad végig.
Mosonmagyaróvár múltját és jelenét egyaránt meghatározza illetve befolyásolja a város földrajzi elhelyezkedése, a nagytérségi kapcsolatokat biztosító közlekedési útvonalak alakulása. Az egyetlen járható útvonal a Duna és a Hanság mocsarai között itt húzódott. A Duna menti limes útja mentén alakult ki Ad Flexum, a római katonai és polgári település – amely évszázadokon át jelentős védelmi és kereskedelmi funkciókat látott el. Hatással volt az itt élőkre egy másik fontos útvonal,  a borostyánút, amely a Baltikumot a Földközi-tenger térségével kötötte össze.
Az így kialakult közutak személy és teherforgalmát vezeti le a 15-ös főút a szlovák államhatárra, az 1-es főút pedig az osztrák országhatárra. A forgalom elviselhetetlen zsúfoltságát enyhítették az elmúlt évtizedekben megépült autópályák.

## Nyomvonala
Mosonmagyaróvár központjában ágazik ki az 1-es főútból, annak 163+500 kilométer-szelvényénél. Egy darabig észak-északnyugati irányban halad, még az első kilométere előtt találkozik az 1401-es úttal, Szigetköz leghosszabb útvonalával, amely ide torkollva ér véget, majdnem 39 km megtétele után. Keresztezi a Malom-ági Lajta folyását, majd a Lajta főágát is. Ezután észak-északnyugati irányba fordul, a továbbiakban már ez lesz a fő iránya. A város utolsó házai közelében, majdnem pontosan a 2. kilométerénél ágazik ki belőle az 1408-as út, amely Feketeerdőn és Dunakilitin keresztül ugyancsak Rajkáig vezet.
Az út innen még több mint 5 kilométeren át mosonmagyaróvári közigazgatási területen húzódik, majd átér Bezenye területére. A 11. kilométerénél éri el a falu központját, nem sokkal ezután délnyugati irányból beletorkollik a Hegyeshalomtól induló 1501-es út. A települést elhagyva, körülbelül a 12+500-as kilométerszelvényénél mellésimul a Budapest–Hegyeshalom–Rajka-vasútvonal nyomvonala, innentől végig szorosan egymás mellett haladnak. Az út végighalad Rajka lakott területe mellett, attól nyugatra; elhalad a vasútállomás mellett, közben visszatorkollik bele az 1408-as út. A település északi szélén melléér az M15-ös autópálya is, amelyre át is lehet hajtani (vagy le lehet róla hajtani a 15-ös felé) egy itt kialakított csomóponton. Ezután az út még egy kilométert halad észak-északnyugat felé, végül eléri az országhatárt és ott véget ér. Szlovákia területén a 2-es főúttal folytatódik.

## Települések az útvonal mentén
Mosonmagyaróváron fontos vasútvonalak és közutak futnak össze. A város központjában a Régi vámház téren találkozik az 1-es főút a 86-os főúttal. Ennek folytatása a 15-ös számú főút, amely a Pozsonyba vezető Fő útról nyíló hajdani piactérről indulva végig vezet  Magyaróvár történelmi ütőerén. Itt található a város legjelentősebb műemléke, a feltehetően római alapokra épült, szabálytalan négyszög alakú, négy saroktornyos várépület. A vártól északra fekszik a Nyugat-magyarországi Egyetem Gazdasági tanintézete. A főút mentén továbbhaladva érünk a Sóház várszerű kétemeletes tömbjéhez. A városból kiérve kb. tízperces utazással Bezenyére érünk.
A többnevű és ennek megfelelően többnyelvű határmenti település a 15-ös számú főútvonal mindkét oldalán terül el. Bezenye közigazgatási területén fekszik a 15 hektáros és 350 lakosú Paprét nevű településrész.
A következő település már Rajka. Ez a község 1947 óta határátkelőhely. Pozsonytól is 15 km távolságra fekszik, emiatt az utóbbi évtizedben jelentősen megnőtt a Szlovákiából a községben letelepülő szlovák állampolgárok száma. A település gyakorlatilag egyedül bonyolítja le a Közel-Keleti és az Északi-tenger országai közötti  személy és teherforgalmat.

## Története
1934-ben a kereskedelem- és közlekedésügyi miniszter 70 846/1934. számú rendelete a teljes mai szakaszát elsőrendű főúttá nyilvánította, a Budapesttől Pozsony érintésével Bécsig tartó 1-es főút részeként.
A fentebb említett rendelet, mely az ország főútjait első ízben jelölte ki, méghozzá már akkor a szektorelv figyelembevételével [a szektorelvről ld. a hivatkozott szócikket!], a 15-ös útszámot még nem osztotta ki. A második világháború éveiben azonban, az első és második bécsi döntést követő időszakban szükségessé vált ezen útszám kiosztása is, amit a Győr-Dunaszerdahely-Galánta útvonal kapott meg.
Egy dátum nélküli, feltehetőleg 1950 körül készült térkép a mai 15-ös főutat 1/a jelöléssel tünteti fel, a 15-ös útszámot akkor a Győr-Medve közti útszakasz viselte.